# International Dance Music Awards
International Dance Music Awards (с англ. — «Международная танцевальная музыкальная награда») или IDMA — награда в области танцевальной музыки.
Награда International Dance Music Awards вручается с 1985 года в рамках мероприятия Winter Music Conference. Конференция проводится ежегодно в марте в Майами, штат Флорида, США, преимущественно в заведениях в даунтауне или на Южном пляже города. Недельное событие собирает профессионалов в области электронной музыки, включая артистов, диджеев, A&R-агентов, продюсеров и представителей СМИ.
В 2018 году конференция и награда стали частью бренда Ultra Worldwide, крупнейшего американского фестиваля танцевальной музыки.